# جيرالد دبليو. وولف
جيرالد دبليو. وولف (بالإنجليزية: Gerald W. Wolff)‏ هو مؤرخ أمريكي، ولد في 1939.